# Sprouts
Sprouts es una cadena estadounidense de pequeñas tiendas de alimentación ecológica. Tiene su sede en Phoenix.
Sus cerca de 280 tiendas se localizan en 15 estados en Estados Unidos. Las tiendas Sprouts son de menor tamaño que un supermercado y se centran en la venta de alimentos frescos, de producción ecológica y alimentos saludables. 

## Aplicación en otros países
En España no se conoce en la actualidad ninguna cadena de establecimientos dedicados a la agricultura ecológica específicamente. La existencia de Redes de consumidores no consigue suplir esta carencia debido, en gran parte, a la dificultad para llegar a un público masivo poco concienciado con el desarrollo sostenible y el consumo local. Este tipo de establecimientos, es capaz de servir de motor de progreso del consumo local, favoreciendo un desarrollo más sostenible que el comercio de supermercados tradicionales.